# Lưu Vũ Ninh
Lưu Vũ Ninh (tiếng Trung: 刘宇宁; bính âm: Liú Yǔníng, sinh ngày 8 tháng 1 năm 1990) là một diễn viên, ca sĩ Trung Quốc và là ca sĩ chính của nhóm nhạc Modern Brothers (Ma Đăng Huynh Đệ; 摩登兄弟). Năm 2018, anh chính thức debut, bắt đầu sôi nổi tham gia các hoạt động ca hát và diễn xuất. Bộ phim gần đây nhất anh tham gia gây được tiếng vang là Khom Lưng - Chiết Yêu đóng cùng Tống Tổ Nhi , trong phim Lưu Vũ Ninh thủ vai Ngụy Thiệu

## Tiểu sử
Lưu Vũ Ninh sinh ra tại Đan Đông, Liêu Ninh, Trung Quốc. Khi anh được 4 tuổi, cha của anh qua đời, bởi vì vậy, kể từ khi còn nhỏ anh đã lớn lên cùng với ông bà nội.
Anh thích ca hát, nhưng lại chưa bao giờ được huấn luyện thanh nhạc chuyên nghiệp. Trước khi trở thành ca sĩ, anh đã từng làm đầu bếp, bồi bàn, bán hàng, và nhận hát tại các quán bar. Sau đó thành lập nhóm nhạc Modern Brothers (Ma Đăng Huynh Đệ; 摩登兄弟).

## Sự nghiệp

### Trước năm 2018
Năm 2010, Lưu Vũ Ninh tham gia chương trình Khoái Hoạt Nam Thanh của đài truyền hình Hồ Nam. Nhưng anh ấy đã bị loại trong giai đoạn thử giọng.
Năm 2014, Anh thành lập ban nhạc Modern Brothers cùng 4 thành viên khác là Tùy Nghệ (Đại Nghệ), Trần Trác (A Trác), Trương Vũ (Đại Phi) và Dương Dương (Dương Tử). Thời gian sau, ban nhạc chỉ còn anh và 2 thành viên là A Trác và Đại Phi.
Vào tháng 3 năm 2015, nhóm Ma Đăng Huynh Đệ tham gia nền tảng phát sóng trực tiếp YY.
Năm 2017, Anh cùng 2 anh em trong ban nhạc chuyển sân khấu phát sóng trực tiếp đến phố cổ An Đông, Đan Đông để biểu diễn.

### Năm 2018
Lưu Vũ Ninh và ban nhạc Modern Brothers đã nổi lên thành hiện tượng sau 4 năm phát trực tiếp trên nền tảng YY. Khi anh đăng tải video "Nói Thật" trên TikTok vào tháng 6 năm 2018 đã nhận được hơn 8 triệu lượt yêu thích. Sau đó, anh liên tục phát triển và chính thức lấy thân phận ca sĩ tiến vào giới biểu diễn chính thức.
Tháng 7 năm 2018, anh tham gia hát cho chương trình Thiên Thiên Hướng Thượng của đài truyền hình Hồ Nam.
Vào ngày 17 tháng 8 năm 2018, Lưu Vũ Ninh và ban nhạc Modern Brothers của mình đã tổ chức sự kiện câu lạc bộ ca hát ngoại tuyến đầu tiên của họ tại trung tâm triển lãm của Nhà ga Trung tâm Quảng Châu.
Vào ngày 15 tháng 9, Anh phát hành đĩa đơn solo đầu tiên của mình Tưởng tượng (想象). 
Anh được mời đóng vai nam thứ trong bộ phim "Nhiệt Huyết Thiếu Niên", chính thức bước vào ngành điện ảnh. Tại đây Lưu Vũ Ninh bắt đầu rèn luyện khả năng diễn xuất, cố gắng để hoàn thành những vai diễn trong tương lai của mình.

### Năm 2019 đến nay
Tháng 1 năm 2019, Lưu Vũ Ninh tham gia chương trình Ca sĩ 2019 của đài truyền hình Hồ Nam.
Ngày 25 tháng 3 năm 2019, Anh đã giành được giải thưởng Nghệ sĩ mới xuất sắc nhất và giải thưởng danh dự Người có ảnh hưởng trên Internet tại Đông Phương Phong Vân Bảng Âm Nhạc Thịnh Điển (东方 风云榜 音乐 盛典).
Tháng 3 năm 2019, Anh tham gia với tư cách là thành viên chính thức trong chương trình truyền hình Hồ Nam Sư phụ của chúng ta (我们的师父).
Tháng 10 năm 2019, Lưu Vũ Ninh tham gia với tư cách Tân thanh ca sĩ trong chương trình âm nhạc Bài hát của chúng ta 1 (我们的歌1) của đài truyền hình Thượng Hải. Là một trong tám ca sĩ trẻ, anh kết hợp với tiền bối Nhậm Hiền Tề.
Từ tháng 8 đến tháng 11 năm 2019, Lưu Vũ Ninh và  nhóm nhạc Modern Brothers cũng đã tổ chức chuyến lưu diễn đầu tiên tại 5 thành phố. Điểm dừng cuối cùng, dự kiến tổ chức vào ngày 14 tháng 2 năm 2020 tại Vũ Hán, đã bị hoãn lại do đại dịch COVID-19.
Tháng 12 năm 2019, Anh phát hành album phòng thu đầu tiên Mười (十).
Tháng 7 năm 2020, Lưu Vũ Ninh đã mang đĩa đơn mới "Em nói tình yêu ấy à"(你 说 爱情 啊) lên sân khấu của Đông Phương Phong Vân Bảng Âm Nhạc Thịnh Điển (东方 风云榜 音乐 盛典), và anh cũng giành được giải Nghệ sĩ biểu diễn của năm, giải thưởng Ca sĩ được đề xuất trên toàn quốc và Album được đề xuất bởi phương tiện truyền thông cho album đầu tiên của anh ấy Mười (十)
Trong 3 tháng đầu năm 2021, Lưu Vũ Ninh đã phát hành 9 bản OST cho nhiều bộ phim truyền hình khác nhau, bao gồm Thiên Vấn (天 问) cho bộ phim truyền hình nổi tiếng Sơn Hà Lệnh.
Ngày 21 tháng 3, bài hát chủ đề mới mà anh hát cho lễ kỷ niệm 5 năm thành lập Disneyland Thượng Hải - Bất ngờ kì diệu (奇妙 的 惊喜) được phát hành. Lưu Vũ Ninh cũng là nam ca sĩ nhạc pop đầu tiên của Trung Quốc hát bài hát chủ đề tiếng Trung cho Disney.
Lưu Vũ Ninh được biết đến rộng rãi với vai diễn Hạo Đô trong bộ phim "Trường Ca Hành" phát hành ngày 31 tháng 3.
Ngày 5 tháng 8, anh là nam nghệ sĩ Trung Quốc đầu tiên trở thành bạn thân của thương hiệu trang sức nổi tiếng Pomellato của Ý.
Ngày 1 tháng 9,  Lưu Vũ Ninh trở thành đại ngôn đầu tiên của hãng WMF Lưu trữ ngày 24 tháng 9 năm 2021 tại Wayback Machine của toàn khu vực Châu Á.
Anh tham gia chương trình âm nhạc Bài hát của chúng ta 3 (我们的歌3) với tư cách Tân thanh ca sĩ kết hợp với tiền bối Đới Bội Ni.
Tháng 11/2023, danh tiếng của Lưu Vũ Ninh lan rộng với vai diễn Ninh Viễn Châu trong bộ phim "Nhất niệm quan sơn" đóng cặp với Lưu Thi Thi. Bộ phim cũng giúp anh nhận giải Nam diễn viên hot của năm tại lễ trao giải Weibo Awards 2024.
Năm 2024, Lưu Vũ Ninh trở thành đại sứ thương hiệu của Pomellato tại Trung Quốc
Tháng 7/2024, anh tham gia ghi hình Bài hát của chúng ta 6 (我们的歌6)

## Âm nhạc

### Album
| Năm  | Tên album    | Danh sách bài hát                                | Nhạc                             | Lời                      | Biên khúc                                    |
| ---- | ------------ | ------------------------------------------------ | -------------------------------- | ------------------------ | -------------------------------------------- |
| 2019 | Mười (十)    | Mười phần thích (十分喜欢)                       | Lam Tiểu Tà (蓝小邪)             | Đới Bội Ni (戴佩妮)      | Lưu Hồ Dật (刘胡轶), Dương Dĩnh Bưu (杨颖彪) |
| 2019 | Mười (十)    | Rõ ràng (明明)                                   | Chung Uyển Vân (钟婉芸)          | Chung Uyển Vân (钟婉芸)  | Cống Đa Kiệt (贡多杰)                        |
| 2019 | Mười (十)    | Em làm sao lại hiểu được (你怎么又懂了)          | Vương Thiên Phóng (王天放)       | Kim Dongyeol (金东烈)    |                                              |
| 2019 | Mười (十)    | Không cần phải nhớ mong (不需要想念)             | Vũ Điền (羽田)                   | Vũ Điền (羽田)           |                                              |
| 2019 | Mười (十)    | My O My (MyOMy)                                  | Vũ Điền (羽田)                   | Vũ Điền (羽田)           |                                              |
| 2019 | Mười (十)    | Đạo mộng (盗梦)                                  | Đường Hán Tiêu (唐汉霄)          | Đường Hán Tiêu (唐汉霄)  | Trần Địch (陈迪)                             |
| 2019 | Mười (十)    | Tầng bình lưu (同温层)                           | Từ Giai Oánh (徐佳莹)            | Từ Giai Oánh (徐佳莹)    | Tất Kiến Thịnh (毕见晟)                      |
| 2019 | Mười (十)    | Ánh sáng trong đêm đen (黑夜一束光)              | Nhất Đồng (壹同), Vũ Điền (羽田) | Vũ Điền (羽田)           | Vũ Điền (羽田)                               |
| 2019 | Mười (十)    | Đi ngược lại hướng của thế giới (往世界反方向走) | Cát Đại Vy (葛大为), Dru chen    | Thái Kiện Nhã (蔡健雅)   | Quách Nhất Phàm (郭一凡)                     |
| 2019 | Mười (十)    | Thầm hiểu (啊默契)                               | Lý Cách Đệ (李格弟)              | Ngô Thanh Phong (吴青峰) | Lưu Hồ Dật (刘胡轶), Dương Dĩnh Bưu (杨颖彪) |
| 2022 | Fall In Love | Fall In Love                                     | Châu Phú Kiên (周富坚)           | Tiêu Bân (潇彬)          | Loan Trác Hãn (栾卓忻)                       |

### Đĩa mở rộng (EP)
| Năm  | Tiêu đề         | Bài hát | Sáng tác (nhạc và lời) |
| ---- | --------------- | --- | --- |
| 2019 | Đúng hẹn (如约) | 1. Như Ước Hẹn (如约) 2. Người Tình Vệ Tinh Nhân Tạo (人造卫星情人) 3. Một Bên (一边) 4. Một Hòn Đảo (一座岛) | 1. Ngô Thanh Phong (吴青峰), Lý Cách Đệ (李格弟). 2. Triệu Triệu (赵兆), Sở Phù (楚浮). 3. Triệu Triệu (赵兆), Tiếp Tịnh (接靓). 4. Lữ Dịch Thu (吕易秋), Triệu Triệu (赵兆). |
| 2020 | Listen∙Ning     | 1. Khán Giả Trung Thành (忠实观众) 2. Biệt Lai Vô Dạng (别来无恙) 3. Đồng Thoại Viết Tay (手写童话)           | 1. Vương Tử (王子), Quách Nhất Phàm (郭一凡). 2. Đổng Lạc (董乐), Modern Brothers (摩登兄弟), Tháp Tây (西楼), Trịnh Nam (郑楠). 3. Modern Brothers (摩登兄弟), TMKJ.         |

### Đĩa đơn và OST
| Năm  | Tên bài hát | Chi tiết | Ngày phát hành |
| ---- | --- | --- | -------------- |
| 2018 | Tình huynh đệ - 兄弟情                                                                                          | OST Trấn ma ti: Tứ tượng phục ma - 镇魔司 四象附魔                                                                                              | 20/06/2018     |
| 2018 | Mạo hiểm xứng đáng nhất - 最值得的冒险                                                                          | OST Sherlock Gnomes: Thám tử siêu quậy - 淘气大侦探                                                                                             | 16/07/2018     |
| 2018 | Cuối cùng cũng tan tác rồi - 终于走散了                                                                         | OST Lãng mạn chấn hưng sử - 罗曼蒂克振兴史 | 27/07/2018     |
| 2018 | Mời rượu - Toast the Wine - 让酒                                                                                | Ca khúc chủ đề TV series "Sa hải" (Tomb of the Sea - 沙海)                                                                                      | 30/07/2018     |
| 2018 | Giọt lệ anh hùng - 英雄的泪                                                                                     | OST Lãng mạn chấn hưng sử - 罗曼蒂克振兴史 | 06/08/2018     |
| 2018 | Lời tình ái 1910 - Love Song 1910 - 恋语1910                                                                    | OST Hải thượng phồn hoa - Tears in heaven - 十年阳光十年华                                                                                      | 10/08/2018     |
| 2018 | Nguyện ý mạo hiểm vì người - Willing to go on adventures for you - 愿意为你去冒险                               | Ca khúc chủ đề TV series "Thiên khanh ưng liệp" (Eagles and Youngster - 天坑鹰猎)                                                               | 06/09/2018     |
| 2018 | Nhà thám hiểm -Adventurer - 探险家                                                                              | OST Người thủ lĩnh - ALPHA - 阿尔法:狼伴归途 | 08/09/2018     |
| 2018 | Tẩu mã - 走马                                                                                                   | Single | 10/09/2018     |
| 2018 | Có bao nhiêu yêu thương có thể quay trở lại 有多少爱可以重来                                                    | OST Giang hồ nữ nhi - Ash Is Purest White - 江湖儿女                                                                                            | 12/09/2018     |
| 2018 | Tưởng tượng - Image - 想象                                                                                      | Single đầu tiên | 15/09/2018     |
| 2018 | Ta đi con đường của riêng ta - 我行即我道                                                                       | Nhạc game Tân thiên long bát bộ - 新天龙八部 | 29/10/2018     |
| 2018 | Phẫn nộ - 怒火                                                                                                  | OST Sát thủ hình sự - 邢凶手札 | 16/11/2018     |
| 2018 | Động vô đáy - 无底洞                                                                                            | Single | 21/11/2018     |
| 2019 | Bất cầu - 不求                                                                                                  | Single | 08/01/2019     |
| 2019 | Tình nguyện - 宁愿                                                                                              | Đại chiến âm dương - The knight of shadows: between yin and yang - 神探蒲松龄                                                                   | 05/02/2019     |
| 2019 | Sư phụ của chúng ta - 我们的师父                                                                                | Nhạc trong show thực tế Sư phụ của chúng ta - My brilliant master                                                                               | 25/03/2019     |
| 2019 | Hành khất - Beggar - 乞丐                                                                                       | Single | 03/04/2019     |
| 2019 | Hữu tình tuế nguyệt -Friendship Days - 友情岁月 (Tiếng Quảng Đông)                                              | OST Người Trong Giang Hồ - Change of Gangster - 转型团伙                                                                                        | 19/04/2019     |
| 2019 | Giả vờ - Pretend - 装模做样                                                                                     | Ca khúc chủ đề TV series Chuyến du lịch gặp được tình yêu - Journey To Meet Love - 一场遇见爱情的旅行                                           | 20/04/2019     |
| 2019 | Thiếu niên ngày hôm qua - 昨日少年                                                                              | Anime Đại lộ chim cánh cụt - Penguin highway - 企鵝公路                                                                                         | 27/04/2019     |
| 2019 | That Girl (CORSAK remix）                                                                                       | Hợp tác với Olly Murs, CORSAK | 31/05/2019     |
| 2019 | Where Is the Lonely Man (孤独的人在哪里)                                                                        | Single | 10/06/2019     |
| 2019 | Nằm dài sofa hết nửa ngày - 沙发一躺过半天                                                                      | N.o.W - Hợp tác với Đại Trương Vỹ | 09/07/2019     |
| 2019 | Một ngôi sao - 一番星                                                                                           | OST Lớp bổ túc dải ngân hà - Looking up - 银河补习去                                                                                            | 26/07/2019     |
| 2019 | Nói thật - 讲真的                                                                                               | Single | 06/09/2019     |
| 2019 | Thiếu niên của gió - The Legendary Man - 带风的少年                                                             | Ca khúc chủ đề TV series Nhiệt huyết thiếu niên - Hot-blooded Youth - 热血少年 Đóng cùng Hoàng Tử Thao [黃子韬] và Trương Tuyết Nghênh [张雪迎] | 21/10/2019     |
| 2019 | Giới - Precept - 戒                                                                                             | soundtrack TV series Nhiệt huyết thiếu niên - Hot-blooded Youth - 热血少年                                                                      | 25/10/2019     |
| 2019 | Tình sâu nghĩa nặng - 情深谊长                                                                                  | Single | 14/11/2019     |
| 2020 | Bài ca năm mới - New Year's Song - 过年的歌                                                                     | Single | 05/01/2020     |
| 2020 | Giấc mộng đảo điên - Howlin - 颠倒的梦                                                                          | Hợp tác với Hip Hop group Far East Movement | 13/01/2020     |
| 2020 | Gió đang thổi - 风在吹                                                                                          | Quảng cáo Lay's 乐事 | 23/01/2020     |
| 2020 | Lương châu từ - 凉州词                                                                                          | Live trong "Kinh điển vĩnh lưu truyền" kỳ 3- tập 4 - 经典咏流传                                                                                 | 22/02/2020     |
| 2020 | Khi gặp được em - The Moment I met you - 当遇见你                                                               | OST Lê hấp đường phèn - Skate into love 冰糖炖雪梨                                                                                              | 27/02/2020     |
| 2020 | Nào khó đến vậy - Not so hard - 没那么难                                                                        | OST TV series Em là người tốt nhất trên thế gian The best of you in my mindThe Best of You in My Mind - 全世界最好的你                          | 27/03/2020     |
| 2020 | Đoạn duyên quyết - Bid Farewell - 断缘诀                                                                        | Ca khúc chủ đề TV series Thái cổ thần vương -God of Lost Fantasy - 太古神王                                                                     | 30/03/2020     |
| 2020 | Phải thay anh hạnh phúc - Please Be Happy for Me - 要替我幸福                                                   | OST Noãn Noãn Xin Chỉ Giáo Nhiều Hơn - My love, enlighten me - 暖暖,请多指教                                                                    | 15/05/2020     |
| 2020 | Lãng - Tide - 浪                                                                                                | Ca khúc chủ đề TV series Hà thần 2 River God 2 - Tiantsin Mystic 2 - 河神2                                                                      | 06/07/2020     |
| 2020 | Em nói tình yêu ấy à -Talking about Love - 你说爱情啊                                                           | Ca khúc chủ đề TV series Người bạn xinh đẹp của tôi Young and beautiful - 我的漂亮朋友                                                          | 20/07/2020     |
| 2020 | Lưu Ly - 琉璃                                                                                                   | OST Lưu Ly Mĩ Nhân Sát - Love and redemption - 琉璃美人煞                                                                                       | 24/08/2020     |
| 2020 | Vị Trung Quốc - 中国味                                                                                          | Sountrack show Nhà hàng Trung Hoa mùa 4 | 28/08/2020     |
| 2020 | Quãng đời còn lại chỉ muốn nắm lấy tay em Just Want to Hold Your Hand for the Rest of Life - 余生只想握紧你的手 | OST TV series Tôi Thân Yêu - To dear myself - 亲爱的自己                                                                                        | 06/09/2020     |
| 2020 | Nghịch hành giả - Heroes in Harm's Way - 逆行者                                                                 | Ca khúc chủ đề tập 1 trong TV series Những Anh Hùng Đẹp Nhất Heroes in Harm's Way - 最美逆行者                                                  | 17/09/2020     |
| 2020 | Một người rất tốt - A Good Guy - 挺好个人呐                                                                     | Trailer Tôi Và Quê Hương Của Tôi - My people my homeland - 我和我的家乡                                                                         | 29/09/2020     |
| 2020 | Trắng đêm - Stay up all night - 熬夜                                                                            | Single | 14/10/2020     |
| 2020 | Du hành trên giấy - Flying on Paper - 纸上飞行                                                                  | Hợp tác với CORSAK 胡梦周 Hồ Mộng Châu | 23/10/2020     |
| 2020 | Anh nguyện ý - I do - 我愿意                                                                                    | Ca khúc chủ đề TV series Buổi Gặp Gỡ Đầu Tiên, Phút Chia Ly Cuối Cùng Love and Lost - 最初的相遇，最后的别离                                    | 19/11/2020     |
| 2020 | Âm thanh trong tối - Ming Ming You Sheng - 冥冥有声                                                             | Ca khúc chủ đề TV series Chung Cực Bút Ký Ultimate Note - The lost tomb 3 - 终极笔记                                                            | 10/12/2020     |
| 2020 | Gặp lại khi gió thổi - See You When the Wind Blows - 风起时再见                                                 | Ca khúc chủ đề TV series Truy Dấu Sương Mù -The Burning River - 迷雾追踪                                                                        | 11/12/2020     |
| 2020 | Vô hoa - Unadorned - 无华                                                                                       | soundtrack, TV series Hữu Phỉ - Legend of Fei - 有翡 Hợp tác cùng Trương Lương Dĩnh 张靓颖                                                      | 16/12/2020     |
| 2021 | Nếu như - What If - 果如                                                                                        | Ca khúc chủ đề Kỳ Nghỉ Ấm Áp - Vocation of Love - 假日暖洋洋                                                                                    | 21/01/2021     |
| 2021 | Lý do để yêu - The Reason Why Love - 爱情之所以                                                                 | Ca khúc chủ đề Giữa Thanh Xuân - Fighting Youth - 正青春                                                                                        | 27/01/2021     |
| 2021 | Tâm động - Palpitation - 心动                                                                                   | Ca khúc chủ đề Thân Ái Chí Ái (Cá mực hầm mật 2) Dt. Appledog's Time - 我的时代，你的时代                                                       | 04/02/2021     |
| 2021 | Thanh niên hữu vi - Young and Promising - 青年有为                                                              | Ca khúc chủ đề Ước Định - Commitment - 约定 | 08/02/2021     |
| 2021 | Bản giao hưởng sóng lớn - Symphony of Waves - 巨浪的交响                                                        | Ca khúc chủ đề Ước Định - Commitment - 约定 (hợp ca)                                                                                            | 09/02/2021     |
| 2021 | Thương khung chi hạ - Under the blue sky - 苍穹之下                                                             | Ca khúc chủ đề Đấu La Đại Lục Soul Land - 斗罗大陆 Nhân vật Đới Mộc Bạch - 戴沐白                                                               | 15/02/2021     |
| 2021 | Thiên vấn - Tian Wen - Heavenly Questions - 天问                                                                | Ca khúc chủ đề Sơn Hà Lệnh - Word of Hono - 山河令                                                                                              | 23/02/2021     |
| 2021 | Vốn đã có thể - Could Have - 本可以                                                                             | Ca khúc chủ đề Tư Đằng - Rattan - 司藤 | 09/03/2021     |
| 2021 | Quyến luyến - Nostalgia - 眷恋                                                                                  | Ca khúc chủ đề Em Là Thành Trì Doanh Lũy Của Anh You Are My Hero - 你是我的城池营垒                                                             | 18/03/2021     |
| 2021 | Bất ngờ kỳ diệu - Magical Surprise - 奇妙的惊喜                                                                 | Ca khúc chủ đề chào đón sinh nhật lần 5 của Disneyland Thượng Hải                                                                               | 22/03/2021     |
| 2021 | Em là tất cả của anh - You Have Me - 你是我所有                                                                 | Ca khúc chủ đề Thời Gian Lương Thần Mĩ Cảnh - Love Scenery - 良辰美景好时光                                                                     | 07/04/2021     |
| 2021 | Nhất ái như cố - Love at First Sight - 一爱如故                                                                 | Ca khúc chủ đề Trường Ca Hành - The Long Ballad - 长歌行                                                                                        | 15/04/2021     |
| 2021 | Nhân sinh ơi - Life - 人生啊                                                                                    | Ca khúc chủ đề Bát Lĩnh Cửu Lĩnh - Octogenarian and the 90s - 八零九零                                                                          | 21/04/2021     |
| 2021 | Thiên phán - Judgement of the Underworld - 天判                                                                 | 10th anniversary song for the online game "A Chinese Ghost Story" (新倩女幽魂                                                                   | 23/04/2021     |
| 2021 | Bầu trời của riêng tôi - Always Be with You - 专属蓝天                                                          | Ca khúc chủ đề Phong Bạo Vũ - The Dance of the Storm - 风暴舞                                                                                   | 26/04/2021     |
| 2021 | Đồng sinh - Co-existence - 同生                                                                                 | Ca khúc chủ đề Nam Yên Trai Bút Lục - The Love of Hypnosis - 南烟斋笔录                                                                         | 27/04/2021     |
| 2021 | Nỉ non - Whisper - 呢喃                                                                                         | Ca khúc chủ đề Phong Bạo Vũ - The Dance of the Storm - 风暴舞                                                                                   | 28/04/2021     |
| 2021 | Đánh tan - Defeat - 击溃                                                                                        | Ca khúc chủ đề game Tân đấu la đại lục - Soul Land - 新斗罗大陆                                                                                 | 30/04/2021     |
| 2021 | Kế thừa - Heritage - 传承                                                                                       | Ca khúc chủ đề bảo tàng Cố Cung Lu Ji Pingfutie Palace Museum - 故宫博物院之陆机平复帖                                                          | 18/05/2021     |
| 2021 | Cảm ứng - Sense (感应)                                                                                          | Ca khúc chủ đề Thiên Cổ Quyết Trần - Ancient Love Poetry - 千古玦尘                                                                             | 18/06/2021     |
| 2021 | Lãng quên lãng mạn nhất - The Most Romantic Forgetting - 最浪漫的忘记                                           | Ca khúc chủ đề Không Nói Tạm Biệt - Never Say Goodbye - 不说再见                                                                                | 27/06/2021     |
| 2021 | Chọn yêu em - Choose to Love You - 选择去爱你                                                                   | Ca khúc chủ đề Người Tình Xa Lạ - Lover or Stranger - 陌生的恋人                                                                                | 09/07/2021     |
| 2021 | Pháo Hoa Sao Trời - 烟火星辰                                                                                    | Ca khúc chủ đề Em Là Niềm Kiêu Hãnh Của Anh - You Are My Glory - 你是我的荣耀                                                                   | 26/07/2021     |
| 2021 | Trường An - 长安                                                                                                | Ca khúc chủ đề Dữ Quân Ca - Stand by Me - 与君歌                                                                                                | 08/08/2021     |
| 2021 | Tảng sáng - 破晓                                                                                                | Ca khúc chủ đề hoạt hình Tử Xuyên - Zichuan - 紫川                                                                                              | 09/08/2021     |
| 2021 | Khí phách thời niên thiếu - 意气趁年少                                                                          | Ca khúc chủ đề Quốc Tử Giám có một nữ đệ tử - A Female Student Arrives at the Imperial College - 国子监来了个女弟子                             | 18/09/2021     |
| 2021 | Một đời là bao xa - 一生有多远                                                                                  | Ca khúc chủ đề Bất lão kỳ sự - The Curious Tale of Mr. Guo - 不老奇事                                                                           | 28/10/2021     |
| 2021 | Niệm - 念 | Ca khúc chủ đề Đồ cổ: Bẫy trong bẫy - Schemes in Antiques - 古董局中局                                                                          | 09/12/2021     |
| 2021 | Cùng nhau - 共度                                                                                                | Khúc nhạc đầu Chúc khanh hảo - My sassy princess - 祝卿好                                                                                       | 14/12/2021     |
| 2022 | Hổ gầm xuân đến - 虎啸春来                                                                                      | Ca khúc chủ đề Đại anh hùng Tiểu Hổ Đôn - RUN, TIGER, RUN - 小虎墩大英雄                                                                        | 21/01/2022     |
| 2022 | Em là trời sao của anh - 你是我的星空                                                                           | Ca khúc chủ đề tình cảm Xưa Có Ngói Lưu Ly - Memory Of Encaustic Tile- 昔有琉璃瓦                                                               | 25/1/2022      |
| 2022 | Hảo Vận Ca - 好运歌                                                                                             | Kỳ tích đứa trẻ ngốc- Nice view - 奇迹笨小孩 | 01/02/2022     |
| 2022 | Ánh sáng duy nhất - 唯一的光                                                                                    | Ca khúc chủ đề Xin chào tay súng thần - Hello, The Sharpshooter - 你好神枪手                                                                    | 02/02/2022     |
| 2022 | Con đường ít người đi - 少有人走的路                                                                            | Ca khúc kết phim Thịnh trang - Pride and Price - 盛装                                                                                           | 10/02/2022     |
| 2022 | Quyển sách sinh mệnh - 生命之书                                                                                 | Ca khúc đầu phim Đặc chiến vinh diệu - Glory of Special Forces - 特站荣耀                                                                       | 06/04/2022     |
| 2022 | Ngước nhìn trời xanh - 仰望晴空                                                                                 | Ca khúc kết phim Đặc chiến vinh diệu - Glory of Special Forces - 特站荣耀                                                                       | 11/04/2022     |
| 2022 | Vô Song - 无双                                                                                                  | Ca khúc chủ đề phim Thả thí thiên hạ - Who Rules the World - 且试天下                                                                           | 17/04/2022     |
| 2022 | Sự dịu dàng tôi may mắn gặp được - 幸会的温柔                                                                   | Ca khúc chủ đề phim Quy luật của phụ nữ - Lady of Law - 女士的法则                                                                              | 09/05/2022     |
| 2022 | Khả truy - 可追                                                                                                 | Ca khúc kết phim Luận ai xứng danh anh hùng - Heroes - 说英雄谁是英雄                                                                           | 21/05/2022     |
| 2022 | Lăng vân tịch - 凌云寂                                                                                          | Ca khúc dành cho nhân vật Bạch Sầu Phi trong phim Luận ai xứng danh anh hùng - Heroes - 说英雄谁是英雄                                          | 27/05/2022     |
| 2022 | Mộng hoa - 梦华                                                                                                 | Ca khúc đầu phim Mộng hoa lục - A Dream of Splendor - 梦华录                                                                                    | 02/06/2022     |
| 2022 | Không sợ khô nóng (No fear of heat) - 肆无惧燥                                                                  | Quảng cáo Sprite #雪碧 | 21/07/2022     |
| 2022 | Tìm nàng - 寻一个你                                                                                             | Ca khúc chủ đề tình cảm phim Thương Lan Quyết - Love Between Fairy and Devil - 苍兰诀                                                           | 09/08/2022     |
| 2022 | Đi đến nơi ấm áp - 走温暖的地方                                                                                 | Ca khúc chủ đề ấm áp Yêu đương đi mùa hè (Tình yêu mùa hè) - Discovery of Romance - 恋爱的夏天                                                  | 27/08/2022     |
| 2022 | Phù sinh - 浮生                                                                                                 | Phù sinh chi dị tưởng thế giới - Floating life fantasy world- 浮生之异想世界                                                                    | 27/09/2022     |
| 2022 | Ánh dương, sóng biển, anh và em - 阳光，海浪，我和你                                                            | Sí đạo / Con đường rực cháy - Falling Into Love - 炽道                                                                                          | 30/09/2022     |
| 2022 | Đuổi theo ánh sáng / Truy Quang - 追光                                                                          | Người theo đuổi ánh sáng - Light Chaser Rescue - 追光者                                                                                         | 14/10/2022     |
| 2022 | Yêu là không buông tay - 爱是不放手                                                                             | Ai cũng biết em yêu anh - Almost lover - 谁都知道我爱你                                                                                         | 26/10/2022     |
| 2022 | Thanh huy - 清晖                                                                                                | Khanh khanh nhật thường (Tân xuyên nhật thường) - New life begins - 卿卿日常                                                                    | 11/11/2022     |
| 2022 | Sức hút - 引力                                                                                                  | Hướng gió mà đi - Flight to you - 向风而行 | 22/12/2022     |
| 2023 | Nguyện trùng phùng                                                                                              | Trạch quân ký - 择君记 - Choice husband | 13/1/2023      |
| 2023 | Dữ tử thành tuyết                                                                                               | Tinh Lạc Ngưng Thành Đường | 8/2/2023       |
| 2023 | Vi thế giới | Đại Minh dưới kính hiển vi | 10/2/2023      |
| 2023 | Thiên quang | Trọng tử/Trùng tử | 14/2/2023      |
| 2023 | Vọng đạo | Vọng đạo | 17/3/2023      |
| 2023 | Trường tương nặc                                                                                                | Xuân khuê mộng lý nhân | 20/3/2023      |
| 2023 | Phản khách vi chủ                                                                                               | Tình yêu thôi mà | 29/3/2023      |
| 2023 | Ta yêu thế giới này - The world I Love - 我爱的这个世界                                                         | Trường Nguyệt Tẫn Minh - Till The End Of Theo Moon - 长月烬明                                                                                   | 06/04/2023     |
| 2023 | Ẩn hiệp | Hoạt hình Ở Rể | 21/4/2023      |
| 2023 | Vân tự quyết | Vân tương truyện |                |
| 2023 | Sơ thăng | Hậu lãng | 4/5/2023       |
| 2023 | Gió thổi qua | Hộ Tâm | 9/5/2023       |
| 2023 | Dư sinh | Vi vu yến song phi | 7/6/2023       |
| 2023 | Vội vã | Trường phong độ | 23/6/2023      |
| 2023 | Chúa tể | Đại chúa tể | 30/6/2023      |
| 2023 | Đã yêu từ lâu                                                                                                   | Mộ sắc tâm ước | 4/7/2023       |
| 2023 | Nhị trung trung nhị nhật ký                                                                                     | Trường trung học Trà A | 10/7/2023      |
| 2023 | Áo gió | Khói lửa nhân gian của tôi | 12/7/2023      |
| 2023 | Nguyện quang | An Lạc truyện | 16/7/2023      |
| 2023 | Chỉ muốn hướng tới ánh sáng                                                                                     | Làm Ánh Sáng Của Chính Mình | 19/7/2023      |
| 2023 | Nếu như tình yêu được đáp lại                                                                                   | Làm Ánh Sáng Của Chính Mình | 19/7/2023      |
| 2023 | Ngay tại chốn giang hồ - 就在江湖之上                                                                           | Liên Hoa Lâu - Mysterious Lotus Casebook - 莲花楼                                                                                               | 23/07/2023     |
| 2023 | Cho đến tận cùng của thời gian                                                                                  | Bảy Kiếp May Mắn | 10/8/2023      |
| 2023 | Chước tâm | Chước chước phong lưu | 18/8/2023      |
| 2023 | Cuồng phong ập đến                                                                                              | Tây xuất ngọc môn | 9/9/2023       |
| 2023 | Giống nhau nơi rất xa                                                                                           | Gió nam hiểu lòng tôi | 15/9/2023      |
| 2023 | Số trời đã định                                                                                                 | Anh ấy bước ra từ ánh lửa | 25/9/2023      |
| 2023 | Mạc bi ca | Hổ hạc yêu sư lục | 8/10/2023      |
| 2023 | Nếu như yêu nhớ                                                                                                 | Lạc du nguyên | 5/11/2023      |
| 2023 | Dâng hiến (奉上)                                                                                                | Nhất Niệm Quan Sơn - A Journey to Love - 一念关山                                                                                               | 28/11/2023     |
| 2023 | Biệt mộng hàn (别梦寒)                                                                                          | Nhất Niệm Quan Sơn - A Journey to Love - 一念关山                                                                                               | 28/11/2023     |
| 2023 | Biển vô tận | Nam hải quy hư | 30/11/2023     |
| 2023 | Thiên hà mộng                                                                                                   | Tiên kiếm 4 | 24/1/2024      |
| 2024 | Nếu như yêu nhớ                                                                                                 | Lạc Du Nguyên - 乐游原 - Wonderland of love | 5/11/2023      |
| 2024 | Thiên hành kiện                                                                                                 | Thiên Hành Kiện - 天行建 - Heroes / Tian Xing Jian                                                                                              | 21/5/2024      |
| 2024 | Đừng hỏi về tương lai - 莫问前程                                                                                | Đại Lý Tự Thiếu Khanh Du | 21/2/2024      |
| 2024 | Lão bằng hữu | Tử Xuyên: Quang Minh Tam Kiệt | 28/2/2024      |
| 2024 | Hướng tử nhi sinh                                                                                               | Liệt diễm | 15/3/2024      |
| 2024 | Đời đời | Dữ phượng hành | 18/3/2024      |
| 2024 | Vượt qua hồi ức đến bên người                                                                                   | Gặp lại Tiêu Dao | 2/4/2024       |
| 2024 | Hừng sáng | Cáp Nhĩ Tân 1944 | 24/4/2024      |
| 2024 | Cô châu | Cô châu | 2/8/2024       |
| 2024 | Dũng cảm tiến lên                                                                                               | Trường lạc khúc | 25/8/2024      |
| 2024 | Rực lửa cuồng nhiệt                                                                                             | Cay Nóng Hôi Hổi |                |
| 2024 | Đáp án duy nhất                                                                                                 | Xin Hãy Yêu Anh Như Vậy | 4/5/2024       |
| 2024 | Tác giả | Thác vị: Cảnh Đan Xen | 10/7/2024      |
| 2024 | You are the one                                                                                                 | Lời Nói Dối Của Em Thật Êm Tai | 12/7/2024      |
| 2024 | Lòng bồi hồi | Nhan Tâm Ký | 24/6/2024      |
| 2024 | Hãy để quá khứ đều trôi qua                                                                                     | Rửa mối nhục xưa | 14/9/2024      |
| 2024 | Tìm bờ | Đêm tối và bình minh | 17/9/2024      |
| 2024 | Bình thường | Lưu thuỷ điều điều | 21/9/2024      |
| 2024 | Phẩy mực | Cẩm tú an ninh | 7/10/2024      |
| 2024 | Không dám gặp xuân                                                                                              | Xuân hoa diễm | 16/10/2024     |
| 2024 | Vô tâm sinh đại mộng                                                                                            | Đại mộng quy ly | 28/10/2024     |
| 2024 | Chặng đường này                                                                                                 | Hảo đoàn viên | 29/10/2024     |
| 2024 | Duy nguyện | Rèm ngọc châu sa | 1/11/2024      |
| 2024 | Những năm dài                                                                                                   | Thục cẩm nhân gia |                |
| 2024 | | |                |

## Phim ảnh

### Phim truyền hình
| Năm  | Tên phim                             | Vai diễn                           | Ghi chú                                 | OST                                           |
| 2019 | Nhiệt Huyết Thiếu Niên               | Vệ Thừa Phong                      | Nam thứ                                 | Thiếu niên của gió - 带风的少年               |
| 2020 | Thật Ra Anh Ấy Không Yêu Bạn Đến Thế | Bác sĩ Hạ Hàm                      | Khách mời (tập 11,16,17,19,20,26,31,36) |                                               |
| 2020 | Chung cực bút ký                     | Hắc Nhãn Kính / Hắc Hạt Tử         | Nam thứ                                 | Âm thanh trong tối - 冥冥有声                 |
| 2021 | Trường Ca Hành                       | Hạo Đô                             | Nam thứ                                 | Nhất ái như cố - 一爱如故                     |
| 2021 | Huân Chương                          | Phóng viên Tiểu Ninh               | Khách mời                               |                                               |
| 2021 | Phù sinh chi dị tưởng thế giới       | Người qua đường                    | Khách mời                               | Phù sinh - 浮生                               |
| 2022 | Yêu đương đi, mùa hè                 | Lưu Nhất Vũ                        | Khách mời (tập 26)                      | Đi đến nơi ấm áp - 走温暖的地方               |
| 2022 | Luận Ai Xứng Danh Anh Hùng           | Bạch Sầu Phi                       | Nam thứ                                 | Khả truy - 可追 Lăng vân tịch - 凌云寂        |
| 2023 | An Lạc Truyện                        | Lạc Minh Tây                       | Nam thứ                                 | Nguyện quang - 愿光                           |
| 2023 | Lạc Du Nguyên                        | Mộ Tiên Hạc                        | Khách mời (tập 36,37)                   | Nếu tình yêu còn nhớ - 如果爱记得             |
| 2023 | Làm Ánh Sáng Của Chính Mình          | Tưởng Tuấn Hào                     | Nam chính (đóng cặp với Lưu Đào)        | Chỉ muốn hướng tới ánh sáng - 我只愿朝着光    |
| 2023 | Nhất Niệm Quan Sơn                   | Ninh Viễn Châu                     | Nam chính (đóng cặp với Lưu Thi Thi)    | Dâng hiến - 奉上 Biệt mộng hàn - 别梦寒       |
| 2024 | Tử Xuyên                             | Đế Lâm                             | Nam thứ                                 | Lão bằng hữu                                  |
| 2024 | Thiên Hành Kiện (Phù Thế Hội)        | Trác Bất Phàm                      | Nam thứ                                 | Thiên hành kiện                               |
| 2024 | Châu Sa Ngọc Mạc (Rèm Ngọc Châu Sa)  | Yên Tử Kinh                        | Nam chính (đóng cặp với Triệu Lộ Tư)    | Duy nguyện                                    |
| 2025 | Chiết Yêu (Khom Lưng)                | Ngụy Thiệu                         | Nam chính (đóng cặp với Tống Tổ Nhi)    | Phong Nguyệt - 烽月                           |
| 2025 | Thư Quyển Nhất Mộng                  | Nam Hành / Ly Thập Lục / Nam Phong | Nam chính (đóng cặp với Lý Nhất Đồng)   | Trường Phong Dao - 长风谣 Người giấy - 纸片人 |
| TBA  | Yêu như cánh ve sầu (Cicada Girls)   | Tiểu Bối                           | Nam chính (đóng cặp với Vương Tử Văn)   |                                               |
|      |                                      |                                    |                                         |                                               |

### Phim điện ảnh
| Năm  | Tên phim                             | Tên nhân vật | Ghi chú   |
| ---- | ------------------------------------ | ------------ | --------- |
| 2016 | Cửu Ngũ Nhị Ban                      | Hà Đào       |           |
| 2017 | Bí Mật Cầm Tù                        | Đỗ Phong     |           |
| 2017 | Tần Tặc Hữu Đạo                      | A Long       |           |
| 2018 | La Mạn Đế Khắc Chấn Hưng Sử          | Tiểu Ninh    |           |
| 2019 | Sứ Đồ Hành Giả 2: Điệp Ảnh Hành Động | Bill         | Khách mời |

## Chương trình truyền hình
| Trạm | Ngày diễn  | Quốc gia   | Thành Phố  | Địa điểm |
| ---- | ---------- | ---------- | ---------- | --- |
| 1    | 17/08/2019 | Trung Quốc | Bắc Kinh   | Trung tâm MasterCard - 凯迪拉克中心（五棵松体育馆）                                                                         |
| 2    | 18/08/2019 | Trung Quốc | Bắc Kinh   | Trung tâm MasterCard - 凯迪拉克中心（五棵松体育馆）                                                                         |
| 3    | 31/08/2019 | Trung Quốc | Thượng Hải | Trung tâm văn hóa Mercedes Benz - 梅赛德斯奔驰文化中心                                                                      |
| 4    | 26/10/2019 | Trung Quốc | Thành Đô   | Trung tâm biểu diễn nghệ thuật tài chính Thành Đô WULIANGYE -五粮液成都金融城演艺中心                                       |
| 5    | 09/11/2019 | Trung Quốc | Quảng Châu | Công viên Đại hội thể thao Châu Á Hải Tâm Sa Quảng Châu - 广州海心沙亚运公园 (Nhạc hội ngoài trời duy nhất trong tour diễn) |
| 6    | 30/11/2019 | Trung Quốc | Đại Liên   | Trung tâm thể dục thể thao Đại Liên - 大连体育中心体育馆                                                                    |

| Năm  | Giải thưởng                                                                                    | Hạng mục                                                                                             |
| ---- | ---------------------------------------------------------------------------------------------- | --- |
| 2019 | Đông Phương Phong Vân Bảng Âm Nhạc Thịnh Điển (Chinese Top Ten Music Awards) lần 26 25/3/2019  | Nghệ sĩ mới xuất sắc nhất                                                                            |
| 2019 | Đông Phương Phong Vân Bảng Âm Nhạc Thịnh Điển (Chinese Top Ten Music Awards) lần 26 25/3/2019  | Giải thưởng Danh dự có ảnh hưởng trên Internet                                                       |
| 2019 | Đông Phương Phong Vân Bảng Âm Nhạc Thịnh Điển (Chinese Top Ten Music Awards) lần 26 25/3/2019  | OST do truyền thông đề xuất Nhượng Tửu (让酒) (Mời rượu)                                             |
| 2020 | Đông Phương Phong Vân Bảng Âm Nhạc Thịnh Điển (Chinese Top Ten Music Awards) lần 27 19/7/2020  | Nghệ sĩ biểu diễn của năm                                                                            |
| 2020 | Đông Phương Phong Vân Bảng Âm Nhạc Thịnh Điển (Chinese Top Ten Music Awards) lần 27 19/7/2020  | Ca sĩ được đề xuất quốc gia                                                                          |
| 2020 | Đông Phương Phong Vân Bảng Âm Nhạc Thịnh Điển (Chinese Top Ten Music Awards) lần 27 19/7/2020  | Album được đề xuất của phương tiện truyền thông Mười (十)                                            |
| 2021 | Giải thưởng của Uni                                                                            | Ca sĩ được yêu thích nhất hàng năm                                                                   |
| 2021 | Đông Phương Phong Vân Bảng Âm Nhạc Thịnh Điển (Chinese Top Ten Music Awards) lần 28 17/11/2021 | Nghệ sĩ toàn năng của năm                                                                            |
| 2021 | Đông Phương Phong Vân Bảng Âm Nhạc Thịnh Điển (Chinese Top Ten Music Awards) lần 28 17/11/2021 | EP được yêu thích nhất [Listen・Ning]                                                                |
| 2021 | Đông Phương Phong Vân Bảng Âm Nhạc Thịnh Điển (Chinese Top Ten Music Awards) lần 28 17/11/2021 | Nam ca sĩ có ảnh hưởng mạng                                                                          |
| 2023 | Đông Phương Phong Vân Bảng Âm Nhạc Thịnh Điển (Chinese Top Ten Music Awards) lần 30 28/8/2023  | Nam ca sĩ được yêu thích nhất Màn biểu diễn được chờ đợi nhất                                        |
| 2023 | Đêm hội Weibo 2022                                                                             | Nam diễn viên đột phá của năm (Luận anh hùng) Tác phẩm âm nhạc ăn khách nhất năm (Tìm một mình nàng) |
| 2023 | Giải thưởng Âm nhạc Weibo                                                                      | Top 10 bài hát được đề cử của năm (Một năm tốt lành)                                                 |
| 2023 | Đêm hội tầm nhìn và lễ hội tia sáng Weibo 2023                                                 | Nam diễn viên nhảy vọt của năm (An Lạc truyện, Làm ánh sáng của chính mình, Nhất niệm quan sơn)      |
| 2024 | Đêm hội Weibo 2023                                                                             | Nam diễn viên được yêu thích nhất của năm (Nhất niệm quan sơn)                                       |
| 2024 | Lễ trao giải phim truyền hình chất lượng 2024                                                  | Âm thanh chất lượng                                                                                  |